# Waldhilsbach
Waldhilsbach ist ein Ortsteil der Stadt Neckargemünd im Rhein-Neckar-Kreis im Norden Baden-Württembergs und liegt im Naturpark Neckartal-Odenwald.

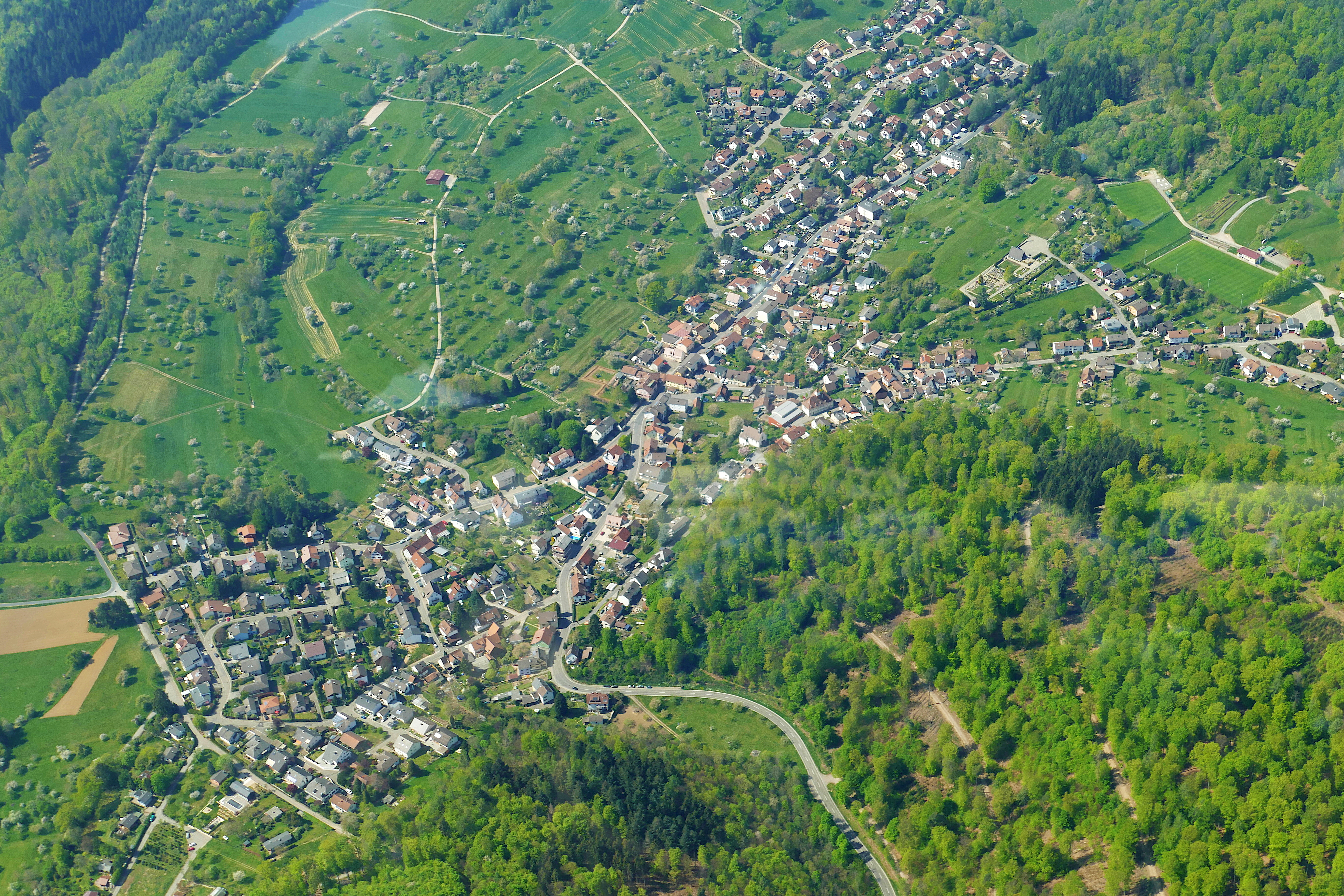
Luftbild von Waldhilsbach

## Geschichte
Waldhilsbach ist vermutlich eine von Gauangelloch aus erfolgte Gründung des Bistums Worms und entstand wohl als eine der letzten Rodungssiedlungen am Königstuhl. Der Ort, ursprünglich nur „Hilsbach“ genannt und im Tal des gleichnamigen, der Elsenz zufließenden Baches liegend, wurde erstmals 1312 als Hulsbach urkundlich erwähnt. Der Ortsname wurde bereits im 16. Jahrhundert – zur Abgrenzung von Hilsbach bei Sinsheim – gelegentlich zu „Waldhilsbach“ erweitert, im 19. Jahrhundert wurde dieser Name dann amtlich.
Um 1400 hatten die Landschad von Steinach die Ortsherrschaft inne, die 1414 an die Bruderschaft des Heidelberger Hofgesindes verkauft wurde. In der ersten Hälfte des 16. Jahrhunderts wurde der Ort dem kurpfälzischen Unteramt Dilsberg zugeordnet. 1803 gelangte der Ort an Baden, wo er selbstständige Gemeinde bis zur Eingemeindung nach Neckargemünd 1974 war. Zwar befand sich der Boden im Besitz der örtlichen Bauern und war nur mit geringen Zinsen gegenüber der Herrschaft belegt, doch behinderte die geringe eigene Gemarkung des Ortes eine prosperierende Entwicklung, so dass der Ort über Jahrhunderte ein land- und forstwirtschaftlich geprägtes Dorf blieb, unter dessen Einwohnern im 19. Jahrhundert viele den ärmlichen Verhältnissen durch Auswanderung zu entfliehen suchten. Der letzte Wald auf der Gemarkung des Ortes wurde 1855 gerodet.
Waldhilsbach war bereits vor dem Zweiten Weltkrieg eine Pendlergemeinde, da die landwirtschaftlichen Flächen der Gemarkung sowie die Waldarbeit im Heidelberger Stadtwald keine ausreichende Existenzgrundlage boten. Diese Entwicklung setzte sich später fort, als Waldhilsbach rund 200 Heimatvertriebene aufnahm. Durch Bau- und Erschließungsmaßnahmen war die Gemeinde trotz aufkommenden Fremdenverkehrs in den 1960er Jahren bereits stark verschuldet. Am 1. Januar 1974 erfolgte in Zusammenhang mit der Gebietsreform in Baden-Württemberg die Eingemeindung nach Neckargemünd.

## Bauwerke
In Waldhilsbach befindet sich ein Rat- und Schulhaus von 1912, außerdem die 1954 geweihte katholische Kirche St. Josef, die 1955/56 erbaute evangelische Christuskirche und die 1959 erbaute Kirche der neuapostolischen Gemeinde.

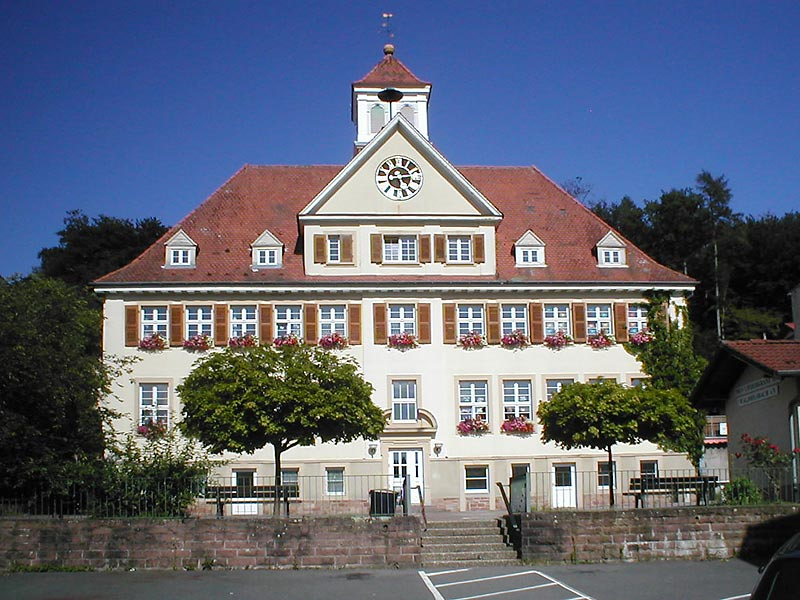
Rat- und Schulhaus
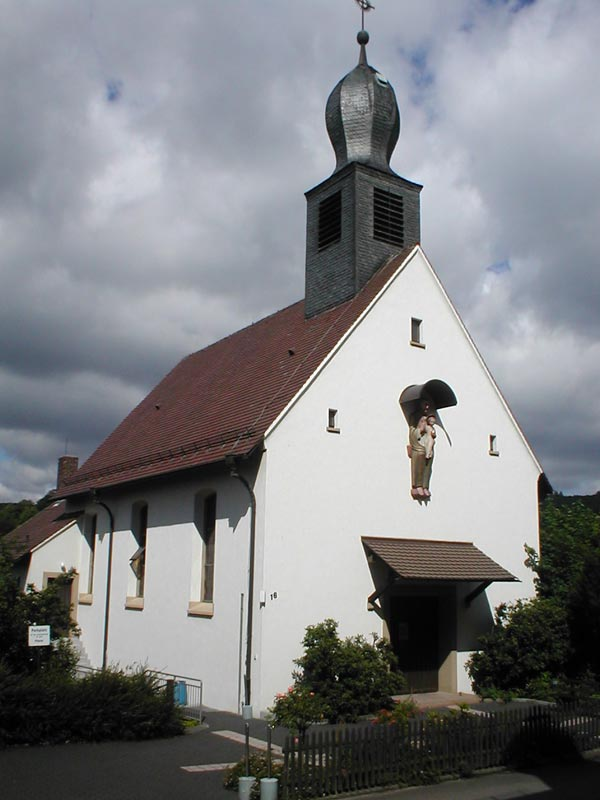
Kath. Kirche St. Josef
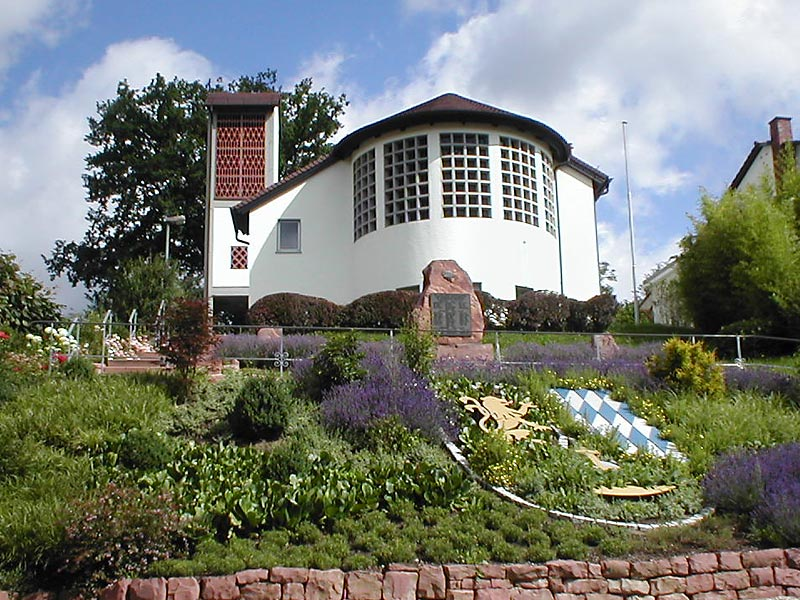
Ev. Christuskirche

## Politik

### Ortschaftsrat
Waldhilsbach hat einen aus zehn Sitzen bestehenden Ortschaftsrat.

### Wappen
Die Blasonierung des Wappens lautet: Durch eine eingebogene rote Spitze, worin unter einem silbernen Reichsapfel ein liegender goldener Halbmond mit Gesicht, geteilt; vorn in Schwarz ein linksgewendeter, rot bewehrter und rot bezungter goldener Löwe, hinten von Blau und Silber schräggerautet.

### Gemeindepartnerschaft
Seit 1992 besteht offiziell eine Verbindung zu Romeno.

### Vereine
- SV Waldhilsbach, Abteilungen Fußball und Tischtennis
- Hilsbike (Radsportverein)